# Azra Erhat
Azra Erhat, née le 4 juin 1915 dans le quartier de Şişli à Constantinople et morte le 6 septembre 1982 à Istanbul, est une linguiste et traductrice turque

## Biographie
Elle a fait ses études secondaires en Belgique et est diplômée de la faculté des lettres de l'université d'Ankara.
Enseignante dans ce même établissement, elle est licenciée en 1948 en raison de ses positions gauchisantes. À la suite de cet événement, elle décide de faire carrière dans la littérature. 
Elle est connue notamment par ses traductions, depuis le français, l'anglais, l'allemand, le latin et le grec. Sa traduction de l'Illiade (1967) et de l'Odyssée (1970) lui a rapporté une récompense. Son dictionnaire de mythologie (1972) est considéré comme la meilleure source en la matière en langue turque. 
Tout comme Cevat Sakir, elle défend l'idée selon laquelle la culture occidentale a ses racines en Anatolie. 
Depuis sa mort en 1982, un prix annuel a été instauré à son nom pour récompenser la meilleure traduction de l'année. 
Elle est enterrée au cimetière de Bulbulderesi (Üsküdar-Istanbul), qui appartient aux Dönme.